# اوگو گاستولو
اوگو گاستولو (اسپانیایی: Hugo Gastulo‎؛ زادهٔ ۲۸ مارس ۱۹۵۷) بازیکن فوتبال اهل پرو بود.
از باشگاه‌هایی که در آن بازی کرده‌است می‌توان به باشگاه فوتبال اونیورسیتاریو ده دپورتس اشاره کرد.
وی همچنین در تیم ملی فوتبال پرو بازی کرده‌است.